# Голяма бяла чапла
Голямата бяла чапла (Ardea alba) е птица от семейство Чаплови. Среща се и в България.

## Физическа характеристика
Дължината на тялото е 90 – 100 cm, размахът на крилете около 140 – 190 cm, а масата – 700 – 1600 g. Има слабо изразен полов диморфизъм. Оперението е чисто бяло, краката са черни, кожата около очите е жълто-зелена, а ирисът жълт. По главата няма декоративни пера. Полет е с бавни, непрекъснати махове и сгъната шия. При прелети и групови полети винаги се подреждат V-образно.
Силуетът ѝ напомня много на сродните ѝ сива и ръждива чапла, но е чисто бяла. Отдалеч или когато не могат да бъдат преценени размерите може да бъде объркана с малката бяла чапла. Много тиха птица, включително и в гнездовите ѝ колонии, където се чуват единствено малките искащи храна. Есента обикновено се събира с ята на сивата чапла. Много рядко каца по дървета. Европейските популации са много плашливи за разлика от африканските например, които спокойно влизат сред хората в градовете.

## Разпространение и биотоп
В Европа (включително България), Африка, Азия, Австралия и Северна Америка. Обитава бреговете на езера и реки, най-често обрасли с растителност. В Европа долита през март месец и прекарва само размножителния период. Щом малките станат способни да летят започват да се приготвят за прелет и отлитат много скоро. В България гнезди в езерото Сребърна, ЗМ „Калимок-Бръшлен“ и в Драгоманското блато.

## Начин на живот и хранене
Храни се предимно с риба, змии, мишки, водни насекоми, земноводни, яйца, останки от мъртви животни. Подобно на сивата чапла когато ловува се движи бавно и често замръзва дебнейки плячката си. По време на размножителния период може да се отдалечи до 15 km от гнездото в търсене на храна. В зони където има изобилие на храна от сухоземни животни може да живее и далеч от водата. Понякога улавя толкова големи риби, че не може да ги глътне.

## Размножаване
Моногамна птица. Гнезди на малки колонии от 10 – 15 двойки. Често образува смесени колонии с други видове чапли и блатни птици, включително и пеликани. Рядко може да се видят и изолирани гнезда на една двойка. Гнездата предпочита да са на високи дървета. Обикновено мъжкият донася материала, а женската строи гнездото. Снася 2 – 7 яйца, светло сини и дълги 60 mm. Мътенето трае 25 – 26 дни и се извършва и от двамата родители. Започва веднага след снасянето на първото яйце. Малките напускат гнездото на около 6 седмична възраст. Отглежда едно люпило годишно.

## Допълнителни сведения
В класическата систематика въз основа на морфологични сходства е причислявана към род бели чапли (Egretta), като вид Egretta alba. В други източници е посочвана с научното наименование Casmoderius alba или Casmerodius alba.
На територията на България е защитен от закона вид.